# Alba (literatura)
Alba (prow. alba, łac. alba 'zorza, jutrzenka, świt', fr. aube, niem. Tagelied) – poranna pieśń rozstania. Jest ona "podziękowaniem za spełnienie prośby o miłość" (określenie Edwarda Balcerzana).
Przykładem z literatury polskiej, wzorowanym na albie, jest wiersz Adama Mickiewicza "Dzień dobry".
Przeciwieństwem alby jest serenada – "pieśń wieczorna", stanowiąca "prośbę o miłość".

## Geneza
Gatunek powstał i rozwinął się w Prowansji. Najstarsza dwujęzyczna alba z X w. napisana w języku łacińskim, ale z prowansalskim refrenem – Alba part..., zdradza wyraźne naśladownictwo prowansalskiej poezji ludowej. Forma alby utrwaliła się w Prowansji w ciągu paru wieków, aby dojść do rozkwitu pod koniec wieku XII. Najszersze i ustalone w formie jej utwory, pochodzące z końca XII w., pozwalają przypuszczać, że gatunek był od dawna kultywowany w Prowansji i że przeszedł tam dość długą drogę ewolucji. Autorami alb byli tam najczęściej drugorzędni trubadurzy. Na ogół jednak forma ta cieszyła się powodzeniem, mimo iż w okresie dekadencji przyswoiła ton mistyczny i nabrała charakteru religijnego. W XIV w. nie została wciągnięta do rejestru gatunków poetyckich. Z zachowanych szesnastu alb, jedenaście ma charakter świecki.

### Twórcy siedmiu alb świeckich
- Raimbaut de Vaqueiras (Gaita)
- Guiraut de Borneil (Reis Glorios)
- Cadenet (En sui tan cortesa gaita)
- Bertram d'Alamon (Us cavaliers si jazia)
- Uc de la Bacalaria (Per grazir la bon' estrena)
- Guiraut Riquier (Ab plazer)
- Raimon de las Salas (Deus aidatz)

### Twórcy pięciu alb religijnych
- Folquet de Marseille (Vers Dieus)
- Guilhem d'Autpol (Esperansa)
- Bernart de Venzac (Lo Paire et Filh)
- Peire Espanhol (Ar levatz sus, franca cortesa gen)
- Guiraut Riquier (Qui velha ses plazer)

## Kompozycja
W kompozycji większości alb wyróżniają się dwa motywy: hejnał lub pieśń straży oraz rozmowa i pożegnanie kochanków. Na pierwszym planie znajduje się para kochanków, którzy spędziwszy noc razem muszą rozstać się o świcie wyrwani z objęć hejnałem strażnika. Obecność tych trzech stereotypowych postaci jest głównym rysem całego układu alby, której ramy są wypełnione już to ostrzeżeniami strażnika, już to skargami, żalami i przyrzeczeniami kochanków. W tych warunkach kochankowie, z których jedno – dama – należy do kogoś innego, najczęściej pana zamku, muszą rozstać się, nim słoneczne blaski odsłonią tajemnicę ich miłości. Mimo że alby przedstawiają często postacie rozmawiające ze sobą, nie miały one prawdopodobnie w początkach formy dialogu. Według Stengela alba była pierwotnie tylko monologiem kobiety. Jednak z czasem gatunek, ulegając różnym przemianom, utrwalił ostateczną formę podyktowaną określoną sytuacją społeczną i udziałem trzech charakterystycznych postaci. Pierwotna kompozycja, pozostawiająca wiele swobody poecie, utrwaliła się ostatecznie w dość sztywnej formie.

## Ludowość
Alba zrodziła się bez wątpienia z pieśni ludowej, której oddźwięki są jeszcze niekiedy wyczuwalne w zachowanych wzorach. W pieśniach ludowych, podobnie jak w albie, kobieta skarży się na śpiew słowika, skowronka, jaskółki, lub na hejnał poranny, że zmuszają ją do wyrwania się z objęć kochanka. Z tego powodu prymitywna alba wydawała się monologiem kobiety odprawiającej o świcie kochanka. Szekspir użył tego motywu w pożegnaniu Romea i Julii (III, 5). Pierwotna scena musiała mieć miejsce pod gołym niebem, gdyż kochankowie bywają zazwyczaj wyrwani ze snu śpiewem lub świergotem ptactwa. Na ludowy charakter tego motywu wskazują nawet pieśni ludowe chińskie i czarnogórskie. Motyw kobiety, która budzi o świecie kochanka i nagli go do odejścia, był również bardzo popularny w Magna Graecia, gdzie bardzo nieprzyzwoite utwory na ten temat zwano lokryjskimi. Także we włoskiej poezji ludowej występuje pewna liczba pieśni miłosnych, w których kochanek przypomina damie ostatnie spotkanie, a w których punktem centralnym bywa niemal zawsze monolog kobiety. Nie ma tam jednak nigdzie mowy o hejnale strażnika. Pierwotna pieśń poranna była więc najprawdopodobniej wariantem pieśni kobiecej. Najstarsze teksty nie znają jeszcze strażnika. Śpiew ptaków zwiastuje tam świtanie zorzy, budzi i ostrzega kochanków. Ten sam motyw występuje jeszcze dzisiaj w pieśniach ludowych różnych okolic Francji. Nie jest on również obcy włoskiej poezji ludowej, gdzie w tekstach weneckich, toskańskich i rzymskich zwiastunem dnia bywa jaskółka. Poza tym interwencja ptaków w sytuacjach miłosnych jest częstym zjawiskiem we wszystkich romańskich poezjach ludowych. Pod względem genetycznym porównuje się niekiedy albę do pieśni śpiewanych nocą i o świcie w kościele w okresie wczesnego chrześcijaństwa. Od dawna utrwalił się tam bowiem zwyczaj śpiewania hymnów porannych, w których poeta opisawszy wschód słońca wzywa wiernych do dziękczynienia Bogu za światło rozpraszające ciemności i ujawniające diable zasadzki. Jednak w hymnach kościelnych dzień nie jest nigdzie zwiastowany hejnałem straży lecz śpiewem ptaków lub pianiem koguta. Wprowadzenie strażnika do alby jest więc motywem dodatkowym i późniejszym, związanym ściśle z warunkami ówczesnego życia społecznego.

## Motyw strażnika
Wciągnięcie strażnika do intryg alby miłosnej było zjawiskiem późnym. W pierwszych albach musiał on grać taką samą rolę jak w rzeczywistości. Ograniczał się do zwiastowania dnia, stanowił element obcy i nie był powiernikiem kochanków.

### Pieśń żołnierzy z Modany
Strażnik nawołuje tu do czujności. Utwór ten jest odmianą alby wojskowej, powstałej na obszarze Italii we wczesnym średniowieczu

### Alba dwujęzyczna (X w.)
Strażnik – speculator, zwiastując pierwsze blaski zorzy, woła śpiących: "Surgite!" i śpiewa po każdej zwrotce łacińskiej refren prowansalski: Alba part.

### Alba średniowieczna
Strażnik – gaita (st.fr. gaite, frank. wahte), umiejscowiony na szczycie wieży, czuwał nocą nad obszarem przyległym do zamku lub warowni, zapowiadał krzykiem lub dźwiękami instrumentów niektóre godziny, a przede wszystkim wschód słońca. Trąbił na rogu lub grał na fujarce. Śpiewał różne piosenki, niekiedy przy akompaniamencie instrumentów, już to, aby zmóc sen lub przepędzić nudę, już to, aby dawać dowody swojego czuwania. Znów z nadejściem zorzy podawał do wiadomości całej okolicy, że zbliża się czas podjęcia pracy. Konwencjonalna postać strażnika została więc przejęta ze średniowiecznych feudalnych zwyczajów. Typowa trzyosobowa alba mogła powstać tylko w arystokratycznym społeczeństwie, rozmiłowanym w poezji i w miłosnych przygodach, czyli w Prowansji, gdzie tego rodzaju społeczeństwo ukonstytuowało się najwcześniej, już około XI w., a może nawet wcześniej. Gaita nie był tam powiernikiem kochanków; dopiero później wystawiali go na czatach, często nawet opłacając. Zdarzało się również, że to przyjaciel kochanka podejmował się roli strażnika.

## Treść i układ
Alby bywały urozmaicone. Obudzona o świcie hejnałem lub wołaniem strażnika para kochanków, która spędziła noc razem, żegna się, przeklina dzień, że zjawia się tak szybko, wymienia żale i obietnice. W rozdziale ról autorzy próbowali wszystkich możliwych kombinacji. Podobnie jak w sielance, trubadur identyfikuje się nierzadko z bohaterem przygody miłosnej. Anonimowy autor oddaje najpierw głos kochankowi, a potem kochance.
- Alba En un vergier; sotz folha d'albespi – uważana za jedną z pereł prowansalskiej poezji, odznacza się naiwnością, namiętnością, werwą i oryginalnością obrazów.
- Alba Reis glorios – przewyższa wszystkie artyzmem i natchnionym tonem.

## Występowanie
Oddziaływanie alby prowansalskiej objęło przede wszystkim Francję i Niemcy. Gdy idzie o starofrancuską aube, mogła ona powstać i rozwinąć się samodzielnie w podobnych warunkach społecznych. W Niemczech alba cieszyła się dużym powodzeniem. Z kolei poezja staroportugalska przedstawia czyste monologi kobiece, ale bardzo zbliżone do pierwotnych alb prowansalskich.